# Andrew Solomon

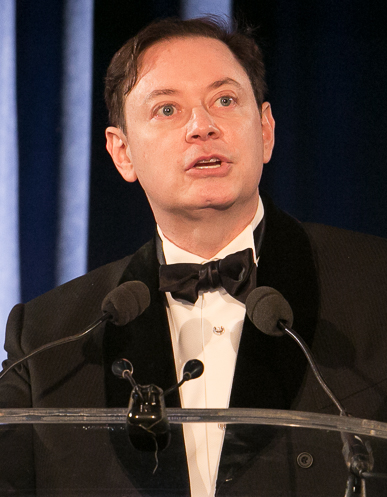
Solomon, na ocasião do PEN Gala, de Maio de 2015

Andrew Solomon (30 de outubro de 1963). é um escritor de política, cultura e psicologia que vive em Nova Iorque e Londres. Ele colaborou com The New York Times, The New Yorker, Artforum, Travel and Leisure, e outras publicações sobre uma variedade de assuntos, incluindo depressão,  artistas soviéticos, o renascimento cultural do Afeganistão, política líbia , e política da surdez.
O livro de Solomon The Noonday Demon: An Atlas of Depression (na tradução em português, O Demônio do Meio Dia: Um Atlas da Depressão) de 2001 venceu o National Book Award, foi um dos finalistas do Prêmio Pulitzer em 2002, e foi incluído na lista dos cem melhores livros da década do jornal The Times. Também foi o autor de Far from the Tree: Parents, Children, and the Search for Identity (na tradução em português, Longe da Árvore: Pais, Filhos e a Busca da Identidade), premiado em 2012 com o National Book Critics Circle Award, entre outros prêmios. Em 2017, a diretora Rachel Dretzin produziu um documentário homômino exibido e premiado no Montclair Film Festival’s. No ano seguinte, foi exibido no Festival do Rio.
Solomon é professor de Psicologia Clínica no Columbia University Medical Center, e presidente do PEN American Center.

## Anos iniciais e educação
Solomon é o filho mais velho de Carolyn Bower Solomon e Howard Solomon, ex-presidente da Forest Laboratories e fundador da Hildred Capital Partners; é irmão de David Solomon, também de Hildred Capital Partners. Solomon descreveu a experiência da presença de sua família no suicídio planejado de sua mãe ao final de uma longa batalha com o câncer de ovário em um artigo para The New Yorker; em um relato ficcional em seu romance A Stone Boat; e novamente em The Noonday Demon. A depressão subsequente de Solomon, eventualmente administrada com psicoterapia e medicamentos antidepressivos, inspirou seu pai a garantir a aprovação da FDA para comercializar citalopram (Celexa) nos Estados Unidos.

### Educação
Solomon nasceu e cresceu em Manhattan. Ele freqüentou a Horace Mann School, formando cum laude em 1981. Ele recebeu um diploma de bacharelado em inglês da Universidade de Yale em 1985, formando-se magna cum laude, e depois obteve um mestrado em inglês no Jesus College, Cambridge. Em agosto de 2013, ele recebeu um Ph.D. em psicologia do Jesus College, Cambridge, com uma tese sobre teoria do apego elaborada sob a supervisão de Juliet Mitchell.

## Ativismo e filantropia
Solomon é ativista e filantropo em direitos LGBT, saúde mental, educação e artes. Ele é fundador das Bolsas de Pesquisa Solomon em Estudos LGBT na Universidade de Yale, um membro dos conselhos de administração da National Gay and Lesbian Task Force e do Trans Youth Family Allies e um patrono do Projeto Proud2Be. Seus artigos sobre o casamento gay apareceram na Newsweek, The Advocate e Anderson Cooper 360.
Solomon tem palestrado amplamente sobre depressão, inclusive em Princeton, Yale, Stanford, Harvard, MIT, Cambridge e a Biblioteca do Congresso. Ele é professor de Psiquiatria no Weill-Cornell Medical College, diretor do Centro de Depressão da Universidade de Michigan, Columbia Psychiatry e Cold Spring Harbor Laboratory; um membro do Conselho de Visitantes da Columbia Medical School e os Conselhos Consultivos do Fórum de Políticas de Saúde Mental da Columbia Mailman School of Public Health e da Depression and Bipolar Support Alliance. Em 2011, foi nomeado Conselheiro Especial em saúde mental Lésbica, Gay, Bissexual e Transgênero na Yale School of Psychiatry. Em 2008, Solomon recebeu o Prêmio Humanitário da Sociedade de Biologia Psiquiátrica por suas contribuições para o campo da saúde mental e, em 2010, o Prêmio de Vida Produtiva da Fundação Científica e de Comportamento.
O trabalho de Solomon nas artes e na educação inclui o serviço nos conselhos da Alliance for the Arts, o World Monuments Fund e The Alex Fund, que apóia a educação de crianças romani, é membro do PEN American Center e, em março 2015, foi eleito presidente dessa organização. Solomon é um administrador do Metropolitan Museum, do Conselho de Bibliotecas da Biblioteca Pública de Nova York e da corporação Yaddo. Ele também é fellow do Berkeley College na Universidade de Yale e membro do New York Institute for Humanities e do Conselho de Relações Exteriores.

### Não-ficção
- Solomon, Andrew. The Irony Tower: Soviet Artists in a Time of Glasnost. [S.l.: s.n.] ISBN 0-394-58513-5

- Solomon, Andrew. The Noonday Demon: An Atlas of Depression. [S.l.: s.n.] ISBN 0-684-85466-X (Brasil: O demônio do meio-dia, uma anatomia da depressão / Portugal: O Demónio da Depressão Um Atlas da Doença)
- Solomon, Andrew. Far from the Tree: Parents, Children, and the Search for Identity. [S.l.: s.n.] ISBN 0-743-23671-8(Brasil: Longe da Árvore - Pais, Filhos e a Busca da Identidade / Portugal: Longe da Árvore - Pais, Filhos e a Busca de Identidade)
- Solomon, Andrew. Far and Away: Reporting from the Brink of Change. [S.l.: s.n.] ISBN 9781476795041

### Ficção
- Solomon, Andrew. A Stone Boat. Faber & Faber, New York. ISBN 0-571-17240-7.